# Doggie Julian
Alvin Fred Julian, detto Doggie (Reading, 5 aprile 1901 – Worcester, 28 luglio 1967), è stato un allenatore di pallacanestro statunitense, vincitore di un titolo NCAA con Holy Cross College nel 1947 e membro del Naismith Memorial Basketball Hall of Fame dal 1968.

## Carriera
Fu un famoso allenatore nel basket universitario statunitense. Divenne leggendario per aver guidato il College Holy Cross al titolo NCAA del 1947. La sua squadra, in cui giocava Bob Cousy, provò a ripetersi nel 1948, ma perse in semifinale. Dopo i suoi successi universitari fu ingaggiato dai Boston Celtics, ma chiuse i due anni tra i professionisti con un bilancio negativo di 47 vinte e 81 perse. Ritornò al college basket, allenando il Dartmouth College dal 1950 al 1967 portandolo alla vittoria della Ivy League nel 1956, 1958 e nel 1959.
Julian è entrato nella Basketball Hall of Fame nel 1968.

## Palmarès
- Campione NCAA (1947)